# Östra Wu
Denna artikel handlar om den kinesiska staten under De tre kungadömena (220–280) i Kinas historia. För staten under Vår- och höstperioden (770-481 f.Kr.), se Wu (stat). För staten under  De fem dynastierna och De tio rikena (902–979), se Wu (De tio rikena).
Östra Wu eller Wu (孙吴; Sūnwú) eller Konungadömet Wu, var ett kungadöme under perioden de tre kungadömena i Kina. Riket existerade 222 till 280. Östra Wus territorium var kring Yangtzedeltat. De andra två riken var Cao Wei och Shu Han.

## Regentlängd
| Nr | Personnamn     | Postumt namn     | Tempelnamn      | Regeringstid | Regeringsperiod |
| -- | -------------- | ---------------- | --------------- | ------------ | --- |
| 1  | Sun Quan 孫權  | Wu Dadi 吳大帝   | Wu Taizu 吳太祖 | 222 ↓ 252    | Huangwu 黃武 222–228 Huanglong 黃龍 229–231 Jiahe 嘉禾 232–237 Chiwu 赤烏 238–250 Taiyuan 太元 251 Shenfeng 神鳳 252                                   |
| 2  | Sun Liang 孫亮 | Wu Feidi 吳廢帝  |                 | 252 ↓ 257    | Jianxing 建興 252–253 Wufeng 五鳳 254–255 Taiping 太平 256–257                                                                                         |
| 3  | Sun Xiu 孫休   | Wu Jingdi 吳景帝 |                 | 258 ↓ 263    | Yongan 永安 258–263 |
| 4  | Sun Hao 孫皓   | Wu Modi 吳末帝   |                 | 264 ↓ 280    | Yuanxing 元興 264 Ganlu 甘露 265 Baoding 寶鼎 266–268 Jianheng 建衡 269–271 Fenghuang 鳳凰 272–274 Tiance 天冊 275 Tianxi 天璽 276 Tianji 天紀 277–280 |